# Batman Eternal
Batman Eternal — серия комиксов, которую в 2014—2015 годах издавала компания DC Comics.

## Синопсис
Комикс повествует о Бэтмене и его союзниках. Действие происходит в Готэм-Сити. Первый выпуск посвящён комиссару Джеймсу Гордону, оказавшемуся по ту сторону закона.

## Коллекционные издания
| Название               | Тип              | Дата выхода      | Собранный материал                       | Кол-во страниц | ISBN                       |
| ---------------------- | ---------------- | ---------------- | ---------------------------------------- | -------------- | -------------------------- |
| Batman Eternal Vol. 1  | Мягкая обложка   | 26 ноября 2014   | Batman Eternal #1-21                     | 480            | 978-1401251734, 1401251730 |
| Batman Eternal Vol. 2  | Мягкая обложка   | 8 июля 2015      | Batman Eternal #22-34                    | 448            | 978-1401252311, 1401252311 |
| Batman Eternal Vol. 3  | Мягкая обложка   | 7 октября 2015   | Batman Eternal #35-52, Batman Vol. 2 #28 | 424            | 978-1401257521, 1401257526 |
| Batman Eternal Omnibus | Твёрдый переплёт | 11 сентября 2019 | Batman Eternal #1-52, Batman Vol. 2 #28  | 1208           | 978-1401294175, 1401294170 |

## Реакция

### Отзывы критиков
На сайте Comic Book Roundup серия имеет оценку 7,2 из 10 на основе 709 рецензий. Майк Логсдон из IGN дал первому выпуску 8,6 балла из 10 и написал, что «он должен понравиться большинству фанатов» Бэтмена. Джим Джонсон из Comic Book Resources похвалил художников. Дэвид Пепос из Newsarama поставил дебюту оценку 4 из 10 и посчитал, что «нельзя [просто] рассказывать историю о Бэтмене и комиссаре Гордоне». Его подчинённый Майкл Моччио присвоил первому выпуску 8 баллов из 10 и назвал его «сильным началом». Их коллега Аарон Дюрон также дал дебюту оценку 8 из 10 и отметил, что сценаристы «демонстрируют реальное понимание отношений между Гордоном и Бэтменом». Тони Герреро из Comic Vine вручил первому выпуску 4 звезды из 5 и написал, что «это не та серия, которую вы захотите пропустить».

### Продажи
Ниже представлен график продаж сборников комикса за их первый месяц выпуска на территории Северной Америки.